# Даниленко, Виктор Дмитриевич
Виктор Дмитриевич Даниленко (3 октября 1936, д. Петуховка, Чаусский район, Могилёвская область, Белорусская ССР — 4 мая 2017, Москва) — советский белорусский государственный деятель, министр сельского строительства СССР (1982—1985). Депутат Совета Национальностей Верховного Совета СССР 11 созыва (1984—1989) от РСФСР.

## Биография
Родился в крестьянской семье. Член КПСС с 1962 г. В 1959 г. окончил Белорусский политехнический институт по специальности инженер-строитель; в 1974 г. — Высшую партийную школу при ЦК КПСС.
- 1959—1960 гг. — мастер управления № 56 строительного треста № 12 Министерства строительства Белорусской ССР в г. Могилёве,
- 1960—1965 гг. — руководитель бригады, главный инженер проектов, руководитель сектора, руководитель архитектурно-строительной мастерской Могилёвского облпроекта,
- 1965—1966 гг. — начальник Могилевского отдела треста «Оргтехстрой» министерства промышленного строительства Белорусской ССР,
- 1966—1969 гг. — начальник строительного управления № 53 треста «Лавсанстрой» министерства промышленного строительства Белорусской ССР,
- 1969—1971 гг. — начальник управления капитального строительства исполкома Могилевского областного Совета депутатов трудящихся.
- 1971—1975 гг. — заместитель председателя Могилевского облисполкома,
- 1975—1976 гг. — первый заместитель председателя Госстроя Белорусской ССР,
- 1976—1980 гг. — министр сельского строительства Белорусской ССР,
- 1980—1982 гг. — заместитель,
- 1982 г. — первый заместитель,
- 1982—1985 гг. — министр сельского строительства СССР,
- 1985—1990 гг. — заместитель председателя Госагропрома СССР,
- 1989—1992 гг. — постоянный представитель Совета Министров Белорусской ССР при Совете Министров СССР,
- 1992—1997 гг. — посол Республики Беларусь в Российской Федерации.

Депутат Верховного Совета СССР 11 созыва.
С 1997 г. — на пенсии.
Похоронен на Троекуровском кладбище (участок 25).

## Награды
- Медаль Франциска Скорины (2 октября 1996 года) — за активную деятельность по укреплению государственного суверенитета, расширению и углублению политических и экономических связей между Республикой Беларусь и Российской Федерацией[2].
- Орден Дружбы (1 октября 1996 года, Россия) — за большой личный вклад в развитие российско-белорусского сотрудничества, укрепление дружбы и добрососедства между братскими народами России и Белоруссии[3].
- два ордена Трудового Красного Знамени.